# Palystes superciliosus
Palystes superciliosus är en spindelart som beskrevs av Ludwig Carl Christian Koch 1875. Palystes superciliosus ingår i släktet Palystes och familjen jättekrabbspindlar. Inga underarter finns listade i Catalogue of Life.